# 俄羅斯入侵烏克蘭時間軸 (2022年10月)

俄羅斯入侵烏克蘭的動態地圖（参见可交互的俄烏戰爭詳細地圖）

本條目主要列出俄罗斯入侵乌克兰在2022年10月的過程。自乌克兰于此月夺回南部城市赫尔松和东北部大片地区的重大反攻以来，战争进入僵持阶段，战争局势并未有重大进展。

## 10月1日
烏克蘭官員表示，烏軍已收复兩個距離俄羅斯佔領的利曼非常近的村莊，並表示這是俄軍可能很快就要在利曼失守的最明確跡象。
俄羅斯宣布棄守烏克蘭東部重鎮利曼。
車臣共和國領導人卡狄羅夫表示，利曼失守後應採取更激烈的手段，甚至在邊境地區宣布戒嚴，並使用低當量核武。
顿涅茨克人民共和国领导人普希林表示，“守军已处于精疲力尽的状态”。乌克兰国防部表示，乌克兰军队正在“进入”顿涅茨克东部重镇利曼。
世界銀行表示，將向烏克蘭提供額外的5.3億美元支持，使該銀行的援助總額達到130億美元。
德國國防部長訪問烏克蘭南部港口城市敖德薩，期間宣布，德國將在未來數天內開始提供IRIS-T防空系統，共交付4組，以協助抵禦無人機攻擊。
烏克蘭國家核電公司表示，遭俄軍占領的札波羅結核電廠廠長穆拉修夫被俄軍巡邏隊逮捕，認為此事嚴重危及核電廠安全。
烏克蘭指控，俄羅斯軍隊上月在烏克蘭東北部市鎮庫皮揚斯克附近攻擊一個平民車隊，並“殘忍殺害24名平民”，其中包括13名兒童。

## 10月2日
在加拿大蒙特婁市舉行的國際民用航空組織會議裡，俄羅斯沒有取得留任理事會需要的86票，因此失去理事會席位。
國際原子能機構表示，俄羅斯已承認拘留札波羅結核電廠廠長，機構總幹事敦促俄方盡快釋放廠長，以及恢復核電廠工作。烏克蘭譴責非法扣留，敦促俄方立即放人。
教宗方濟各首度直接呼籲俄羅斯總統普京，停止在烏克蘭的「暴力和死亡惡性循環」，更表示這場可能升級至核衝突的危機，將造成無法控制的全球後果。
烏克蘭宣布取得重要戰果，已完全控制東部重鎮利曼。
烏克蘭輕型反潛護衛艦「指揮官伊萬·馬澤帕號」於土耳其下水，預計2024年交付烏克蘭海軍。烏克蘭總統澤倫斯基亦在例行講話中宣布，烏克蘭將打造海軍新艦隊，並實施所有重建海軍計劃。
俄罗斯国防部表示，俄军使用导弹在哈尔科夫州库皮扬斯克攻击了乌军以及军事装备。俄羅斯航空太空軍在利曼方向对乌军进行空中打击，多辆坦克和步兵战车被击中。此外，俄军在尼古拉耶夫-克里沃罗格方向攻击了乌军、坦克以及其他军事装备。尼古拉耶夫地区爆发的战斗中有240多名乌克兰士兵丧生，31辆坦克被摧毁。
乌克兰武装部队总参谋部表示，乌克兰空军发动多次空袭，对俄军防空系统等军事目标进行打击。此外，乌军使用火炮以及多管火箭炮打击了俄军多个指挥所以及弹药库等设施。乌军还在巴赫穆特等7地击退了俄军的进攻。乌克兰安全局表示，俄罗斯轰炸尼古拉耶夫居民区，造成平民伤亡。尼古拉耶夫的警方表示，有20多座住宅楼以及一些政府和私人机构遭到破坏。
乌克兰国防部副部长表示，乌克兰与俄罗斯之间已经进行了24次在押人员交换，通过交换共有800多名乌方人员从俄罗斯返回。
法国将再次向乌克兰提供6到12门凯撒自行火炮。德国、丹麦和挪威将为乌克兰购买16门斯洛伐克制造的价值9200万欧元的“苏珊娜-2”自行榴弹炮。这些榴弹炮于2023年交付乌克兰。

## 10月3日
北約成員國包括捷克、愛沙尼亞、拉脫維亞、立陶宛、北馬其頓共和國、蒙特內哥羅、波蘭、斯洛伐克和羅馬尼亞等中歐、東歐國家，共9國的元首已簽署聯合聲明，對烏克蘭未來會員國資格的決定表達「堅定支持」。
俄羅斯遠東哈巴羅夫斯克邊疆區行政長官傑格佳廖夫表示，半數新徵召的人員因不符合徵兵標準而被送回家後，區內的軍事委員已遭革職。
烏克蘭總統澤連斯基宣布，奪回了兩個位於俄佔赫爾松的城市，包括阿爾漢海爾斯凱和米羅柳比夫卡。
俄佔赫爾松官員證實，烏克蘭軍隊在當地有新的重大突破，奪回第聶伯河西岸部分村落。
俄羅斯克里姆林宮表示，計畫就劃界問題諮詢併吞的兩個烏克蘭地區居民，即俄佔赫爾松和俄佔扎波羅熱，以決定納入俄羅斯地區的確切邊界。
俄羅斯國家杜馬以零票棄權、零票反對，一致通過將烏克蘭的頓涅茨克、盧甘斯克、赫爾松和扎波羅熱4州併入俄羅斯。
朝鮮宣布支持烏克蘭的頓涅茨克、盧甘斯克、赫爾松和扎波羅熱4州併入俄羅斯，並指控美國及其盟友表現如同黑道一般，在聯合國帶頭反對俄羅斯的行為。
欧盟成员国同意尽快为1.5万名乌克兰士兵提供培训。

## 10月4日
俄羅斯聯邦委員會一致通過將烏克蘭的頓涅茨克、盧甘斯克、赫爾松和扎波羅熱4州併入俄羅斯。
烏克蘭總統澤倫斯基簽署一項法令，正式宣布烏克蘭「不可能」與克里姆林宮當前領導人普京談判，但仍保留與俄羅斯新總統談判的可能性。
美國總統拜登向泽连斯基表示，美国正在向烏克蘭援助一批6.25亿美元的武器装备，使拜登上任以来美国对乌克兰的武器援助总额超过了175亿美元，並且向烏克蘭再提供4套M142高机动性多管火箭系统。
俄羅斯國防部部長紹伊古表示，自9月21日宣布部分動員以來，全俄現已有20多萬人應召入伍。
烏克蘭奪回第聶伯河以北赫爾松州的多個村鎭，包括達維季夫布里德、柳比米夫卡、赫雷謝尼夫卡、佐洛塔巴爾卡、比利亞伊夫卡、大亞歷山德里夫卡和小亚历山德里夫卡等。

## 10月5日
俄羅斯總統普京正式簽署法律文件，將烏克蘭的頓涅茨克、盧甘斯克、赫爾松和扎波羅熱4州併入俄羅斯。
俄羅斯總統普京下令，要求政府接管位於烏克蘭南部俄佔扎波羅熱内，歐洲最大核電廠，札波羅結核電廠的運作。
俄羅斯軍隊對基輔州的比拉撤華鎮使用伊朗製見證者-136無人機進行空襲，是自6月以來俄羅斯在基輔州的首次空襲。
俄羅斯國家杜馬國防委員會主席要求國防部停止謊報軍情。

## 10月6日
烏克蘭扎波羅熱州州長表示，俄羅斯軍隊徹夜砲轟扎波羅熱，造成至少17人死亡，且有多棟民宅毀損，更引發大規模火災。
國際原子能機構總幹事到訪基輔與烏克蘭總統澤連斯基會面，並表示「扎波羅熱核電站明顯是烏克蘭設施，並且由烏克蘭國家核電公司擁有」。
烏克蘭總統澤倫斯基表示，烏軍正迅速收復更多領土，光在本月就已收復南部赫爾松州超過500平方公里領土，以及數十處村落。
美國總統拜登表示，現時核戰爆發的風險為美蘇冷戰期間的1962年「古巴飛彈危機」以來最高。
烏克蘭文化部部長指控俄羅斯對烏克蘭歷史遺跡與寶物進行大規模的破壞和掠奪，「俄羅斯對烏克蘭文化遺產犯下了戰爭罪。」他在接受訪問時表示，近40間烏克蘭博物館內的文物遭俄軍隨意拿走，並指俄軍對文化遺址的搶劫與破壞，已造成數億歐元的損失。

## 10月7日
法国总统马克龙宣布设立“特别基金”，乌克兰可以通過該基金购买军事设备。
烏克蘭國會通過決議，確定現時由俄羅斯控制的「北方四島」屬日本領土。
烏克蘭頓涅茨克州州長透露在剛收復的烏克蘭東部市鎮利曼，發現2座亂葬崗，分別發現200具和180具遺體，當中包括平民，兒童，軍人等。
俄羅斯国防部发言人科纳申科夫通报称，俄军击退乌军在库皮扬斯克、尼古拉耶夫-克里沃罗格等方向的进攻，并在赫尔松打击了乌军第60步兵旅。俄羅斯空天军使用高精度武器打击了赫梅利尼茨基州的乌武装部队火箭炮兵武器维修车间。俄军还击落了乌军一架米-8直升机和4架无人机。
乌克兰武装部队总参谋部称，烏克蘭空军对俄军阵地发动了多次打击。乌军击退了俄军对多个定居点的进攻。乌克兰南部国防军新闻中心负责人表示，乌军在赫尔松地区正沿多个方向继续进行反攻，並且已控制29个定居点。
國際貨幣基金組織表示，批准烏克蘭提出的追加13億美元緊急資金的請求，以幫助維持經濟，應對俄羅斯的入侵。

## 10月8日
俄羅斯國防部表示，國防部長紹伊古已批准指派蘇洛維金將軍出任俄羅斯駐烏克蘭「聯合特遣編組兵力」指揮官。
國際原子能總署表示，烏克蘭札波羅結核電廠因為遭到新一輪砲擊而失去外部電力系統，目前仰賴緊急柴油發電機供電。
烏克蘭總統澤倫斯基在視訊演說中表示，在俄羅斯試圖佔領、具有重要戰略意義的東部城鎮巴赫穆特附近地區，烏軍正進行非常激烈的戰鬥。
俄羅斯傳媒報道，克里米亞大橋上一輛運油車起火，大橋交通暫停，大橋拱樑沒有受損，期後引述國家反恐委員會表示，大火由汽車炸彈引發。 烏克蘭傳媒報道，大橋在當地大約早上6時發生爆炸。 網上流傳照片則顯示鐵路橋和公路橋都無法使用，部分公路桥面塌陷沉入水中。
俄羅斯總統普京就克里米亞大橋爆炸事件下令成立政府委員會 ，並要求增強大橋和基礎設施的保安，加強保護通往克里米亞的運輸通道、輸電線路和天然氣管道。
俄羅斯國防部表示，當局將改透過海上走廊及陸地走廊，運補物資給烏克蘭南部的俄軍。
烏克蘭總統澤連斯基在晚間講話中表示：「今天不是糟糕的一天，烏克蘭領土上陽光明媚。不幸的是，今天的克里米亞烏雲密佈。」
烏克蘭總統辦公室主任顧問米哈伊洛·波多利亚克表示「所有非法的東西都應該被摧毀，所有被盜的東西都必須歸還烏克蘭，所有被俄羅斯佔領的東西都應該被摧毀。」雖然有報導指這意味著烏方已承認對克里米亞大橋施襲，但亦有分析稱，波多利亞科並沒有直接說明烏克蘭是否為該事件負責。 

## 10月9日
扎波罗热的一个住宅区遭到俄軍炮擊，造成至少13人死亡，89人受伤。
俄羅斯總統普京表示，連接俄羅斯與克里米亞半島的克里米亞大橋發生爆炸而受損，是烏克蘭特工等人主謀的「恐怖攻擊」事件。
國際原子能總署表示，烏克蘭東南部札波羅結核電廠已重新連接至電網。
2022年諾貝爾和平獎得主、俄羅斯人權組織「紀念」其中一名創辦人伊琳娜·謝爾巴科娃表示，俄羅斯人沒有從歷史學到教訓，導致蘇聯發生過的屠殺如今在烏克蘭重演，她相信這場戰爭烏克蘭終將勝利。
烏克蘭軍方一名發言人表示，從8月下旬開始反擊俄羅斯軍隊以來，烏克蘭已經重新奪回南部赫爾松州超過1170平方公里的失土。
俄羅斯聯邦安全局表示，烏克蘭軍隊在最近幾天對於俄羅斯邊境地區的攻擊「大幅增加」，過去一週已經造成1人死亡、5人受傷。

## 10月10日
烏克蘭首都基輔市中心，上午響起空襲警報，隨後傳出數聲爆炸聲，市長克里契科表示爆炸均在市中心發生，這次也是基輔市中心數月以來第一次遭到襲擊。
烏克蘭國防部表示，除了基輔，西部城市利沃夫，東部城市扎波羅熱、第聶伯羅、捷爾諾波爾、日托米爾等10多的城市也遭到攻擊。另外俄軍的伊朗製攻击型无人机从白俄罗斯和克里米亚起飛打擊乌克兰境内目标。俄羅斯国防部表示俄罗斯武装力量对乌克兰的军事指挥、通信和能源系统发动了大规模远程高精度武器打击，所有指定的设施都被击中。
一枚俄羅斯飛彈擊中三星集團位於基輔一座大型民間建築物旁的空地，該棟大樓是三星位於歐洲最大的研發辦公室之一，也是三星在這個區域的總部，據報導大樓內有人員受傷。
德國外交部表示，德國駐基輔領事館所在的建築物遭俄軍飛彈擊中，但自俄羅斯入侵烏克蘭以來，該領事館一直無人使用。
摩爾多瓦外交部長波皮斯庫表示，俄軍船艦從黑海發射的三枚巡弋飛彈飛越摩爾多瓦領空，摩方對此感到非常不滿，已召見俄羅斯大使要求俄方解釋。
烏克蘭總統澤連斯基表示，全國多處爆炸造成死傷，斥責俄羅斯是要令烏克蘭從地表上消失，並表示「烏克蘭不會被嚇倒，只會更加團結，沒人能阻擋烏克蘭。」。烏克蘭政府則表示，俄羅斯向烏克蘭發射了84枚導彈。這一次導彈襲擊在烏克蘭全境造成至少19死105傷。
俄羅斯總統普京表示，為報復克里米亞大橋爆炸一事，俄羅斯以長程飛彈對烏克蘭的能源、軍事與通訊設施進行攻擊。
美國總統拜登透過聲明譴責俄羅斯動用飛彈攻擊烏克蘭各大城市，他說這些攻擊展現出俄羅斯總統普京發動的「非法戰爭」極為殘暴，並承諾向烏克蘭提供先進防空系統。
白俄罗斯国家边防委员会主席在白俄罗斯首都电视台的节目中称乌方炸毁了乌白边境几乎所有桥梁，并在边境道路上布雷。白俄羅斯總統盧卡申科表示，已允許俄軍部署在白俄境內並且下令白俄羅斯軍隊前往烏克蘭北方，與俄羅斯組成聯軍，並宣稱這是回應基輔對白俄的威脅。
德国政府準備再向乌克兰提供1100万欧元，這些資金主要用於購買棉衣、帐篷等烏軍過冬物资。
聯合國難民事務高級專員菲利普·格兰迪警告，俄羅斯飛彈如雨般襲擊烏克蘭首都基輔和其他城市，將迫使更多民眾逃離家園。
俄罗斯政府有关禁止欧盟、挪威、乌克兰和英国货运汽车入境的禁令于當天起正式生效。禁令暫定施行至12月底。
俄罗斯联邦委员会国防和安全委员会主席表示，在克里米亚大桥爆炸后俄军对乌克兰能源、军事和通信设施的大规模打击标志着俄罗斯特别军事行动进入新阶段。俄军在新阶段中将会采取更加果断的行动。
俄羅斯国防部通报称，俄军在库皮扬斯克、红利曼以及尼古拉耶夫至克里沃罗格方向击退乌军进攻。俄防空部队击落6架无人机，拦截6枚海马斯火箭弹，3枚反辐射导弹。乌克兰武装部队总参谋部通报称，乌军过去一天在顿涅茨克市周边多地击退俄军进攻，同时乌空军在多地发动20余次空袭，打击俄方近20个装备集结点，4套防空导弹系统。乌防空部队击落了一架苏-25战机和3架无人机。

## 10月11日
烏克蘭能源部於社交媒體發布消息，指由於能源設施遭到俄羅斯導彈襲擊，導致能源設施損壞，烏克蘭將在11號開始停止向歐盟輸出電力，以穩定自身的能源系統。
烏克蘭外交部副部長澤帕爾（Emine Dzheppar）在社交網站表示，俄羅斯在夜間對扎波羅熱地區發射至少15枚火箭彈，擊中教育機構、醫療機構與民宅，造成1死。
烏克蘭表示，俄羅斯在烏克蘭各地發動大規模空襲，造成至少19人死亡、逾百人受傷。烏克蘭緊急服務部門繼續維持全國警戒狀態，以應對可能的更多飛彈攻擊。
烏克蘭總統澤倫斯基要求七大工業國集團（G7）領導人緊急提供防空武器。美國白宮則表示，美國將儘速運交烏克蘭「國家先進防空系統」（NASAMS）。當天乌克兰收到第一套由德國提供的IRIS-T防空系统。
印度外交部發表聲明說：「印度對於烏克蘭戰事加劇感到深切關切，包括針對基礎設施的攻擊以及平民的死亡。」，亦表示戰爭升級不符合任何人的利益，呼籲相關方面立即停火，並儘快回歸「外交及對話」手段解決爭議，而印度隨時可支持降低衝突的相關努力。
英國首相卓慧思表示需確保各國維持對俄制裁和軍援烏克蘭力道，並呼籲儘快召開北約緊急峰會。
烏克蘭國家安全局將俄羅斯外交部發言人玛丽亚·扎哈罗娃與俄羅斯聯邦安全會議副主席德米特里·梅德韦杰夫等人列入恐怖份子通緝名單，烏克蘭國家安全局其後亦表示德米特里·梅德韦杰夫因涉企圖破壞烏克蘭領土完整，以及違反邊界不可侵犯的烏克蘭刑法在半年被列入通緝名單，另外俄羅斯國家安全會議多數成員也都在名單上。
俄羅斯金融監管機構將美國科技巨頭、Facebook母公司Meta公司，列入到該國的「恐怖份子與極端主義者」組織名單中。
俄羅斯總統普京於聖彼得堡與國際原子能機構總幹事拉斐爾·馬里亞諾·格羅西會面，會面期間普京表示，就扎波羅熱核電站的運作及其周邊局勢的對話持開放態度。
俄羅斯外交部部長拉夫羅夫表示，莫斯科對於和西方就烏克蘭衝突進行對話持開放態度，但迄未收到任何認真談判提議，另外他亦表示，俄羅斯願意與美國或土耳其就結束這場衝突的方式進行接觸。

## 10月12日
烏克蘭軍隊在赫爾松的反攻仍然持續，並聲稱已經收復了貝里斯拉夫區的村莊新瓦西里夫卡、新赫里霍里夫卡、新卡姆揚卡、特里福尼夫卡與切爾沃內。
烏克蘭能源部部長哈魯申科表示，俄羅斯連日對烏克蘭發動飛彈攻擊，擊中境內30%能源基礎設施。
聯合國大會以143國贊成、5國反對、35國棄權的通過決議，譴責俄羅斯聯邦在國際認可的烏克蘭邊界內舉行其所謂公投，試圖非法吞併烏克蘭部分領土。
法國總統馬克龍表示，法國將在未來幾周內向烏克蘭提供雷達和防空系統，特別是幫助烏克蘭保護自己免受無人機襲擊。
英國表示將提供烏克蘭空中防衛飛彈來抵禦俄羅斯的攻擊行動，並將首次提供烏克蘭足以擊落巡弋飛彈的飛彈。

俄羅斯總統普京表示，莫斯科準備透過位於波羅的海的北溪2號管道，恢復對歐盟的天然氣供應，但此提議隨即被德國拒絕。

## 10月13日
俄羅斯國家安全委員會副秘書長維涅狄克托夫表示，俄羅斯的導彈襲擊了包含首都基輔在內的烏克蘭的40多個城鎮，維涅狄克托夫亦表示如果烏克蘭加入北約，「此舉恐引發第三次世界大戰」。
烏克蘭法院檢察官表示，烏克蘭可以將俄羅斯戰爭罪嫌疑人引渡到海牙國際刑事法院（ICC）。
乌克兰境內包括基辅以及基辅州在內等地全境启动防空警报，基辅州、利沃夫州等地遭到了俄军的导弹攻击，基輔州還遭到自殺式無人機攻擊。乌军方称乌防空部队拦截了5枚俄军口径巡航导弹。 烏克蘭東部頓涅茨克州州長帕維爾·基里連科表示，阿夫迪伊夫卡一個市場被俄羅斯襲擊，造成至少七人死亡、八人受傷。尼古拉耶夫遭到俄羅斯發射的8枚導彈襲擊，造成1名11歲男孩死亡。
俄羅斯克里姆林宮發言人培斯科夫表示，莫斯科當局對烏克蘭的「特別軍事行動」目標未變，但可以透過協商來達成目標。此外，莫斯科決定協助民眾撤離烏克蘭南部的俄佔赫爾松，以免民眾遭到飛彈襲擊。
烏克蘭方面釋放20名俄罗斯军人，這批軍人隨即返回俄罗斯。

## 10月14日
烏克蘭政府表示，烏軍在過去的一個月中奪回了600多個村鎮，其中包括戰略地區赫爾松州的75個村鎮。
俄羅斯總統普京表示，沒有必要再對烏克蘭進行大規模攻擊，且俄羅斯無意摧毀烏克蘭。他亦表示，對俄羅斯預備役人員的徵召將在兩周內結束，也沒有進一步擴大動員的計畫。此外，普京重申俄羅斯願意會談，如果烏克蘭準備參加，會談將需要國際調解。 
白俄羅斯總統盧卡申科警告烏克蘭和西方國家，不要把盟友俄羅斯逼入絕境，並稱莫斯科擁有核武器是有原因的。此外，盧卡申科宣布，由於邊境緊張局勢，白俄羅斯進入「高度恐怖主義警戒狀態」。 
白俄羅斯國防部表示，俄羅斯軍隊未來幾天將陸續抵達白俄羅斯，加入保護白俄邊境的「區域聯合部隊」。
美国财政部副部长表示，向俄罗斯提供军火或支持俄罗斯军事工业复合体的个人、国家和公司，可能面临美国的制裁。美國方面還准备对在美国境外规避美国对俄制裁的人采取行动。
美國國務院與國防部宣布，美國將再向烏克蘭提供7億2500萬美元的軍事援助，包括彈藥與軍事車輛，以增強烏克蘭抵抗俄羅斯入侵的能力。
北大西洋公約組織表示，將在17日展開「堅定正午」年度核武演習，將有至多60架軍機在比利時、北海和英國上空進行飛行訓練，以演練動用美國部署在歐洲的核彈。
國際貨幣基金指導委員會主席卡爾維諾表示，國際貨幣基金成員國今天幾乎全體一致呼籲俄羅斯結束對烏克蘭的戰爭，稱俄烏衝突是加劇通膨與拖慢全球經濟成長的單一最大因素。
太空探索科技公司SpaceX創辦人馬斯克表示，公司無法「無限期」資助烏克蘭星鏈網路服務及再送數千部終端機給烏克蘭。先前亦有報導表示，該公司要求美國國防部支付這些費用。

## 10月15日
烏克蘭全境於上午7時許響起空襲警報，俄羅斯向尼科波尔發射50多枚砲彈，導致當地有10多座高層建築和住宅、一家運輸公司、幾家商店、一個車庫、汽車和幾個辦公室被摧毀，襲擊亦造成一名35歲男子以及一名42歲女子受傷。
沙特阿拉伯宣布向烏克蘭提供4億美元人道援助，亦表示王儲薩勒曼與烏克蘭總統澤倫斯基通電話。
白俄羅斯國防部指出，「運送俄羅斯軍人的首批車隊從區域部隊群開抵白俄羅斯」，並且強調，他們的任務「專門為了提升邊境保護和防禦」。此外，白俄羅斯總統盧卡申科指控波蘭、立陶宛和烏克蘭訓練白俄激進分子，以便「對白俄羅斯進行破壞、恐怖攻擊，並且策劃兵變」。
伊朗外交部發表聲明：「強調伊朗伊斯蘭共和國不曾，也不會提供任何用於烏克蘭戰爭的武器」。

俄羅斯別爾哥羅德官員表示，鄰近烏克蘭邊界的一座油庫遭到烏克蘭飛彈攻擊而起火。
烏克蘭總統澤倫斯基表示，日前親俄部隊宣布向巴赫穆特推進，如今此處堪稱局勢「最為艱困」的戰區。
俄羅斯國防部表示，在與烏克蘭接壤的俄羅斯別爾哥羅德地區的一個訓練場遭到襲擊，至少11人喪生，15人受傷，兩名嫌犯自殺身亡，並表示這起事件是一起「恐怖行動」。當時準備前往俄烏戰場的人員正在訓練場內進行訓練。襲擊者來自獨聯體國家。

## 10月16日
俄羅斯國防部表示，俄軍擊退烏克蘭部隊在東部頓涅茨克以及南部赫爾松和尼古拉耶夫等地區的進攻，並造成烏軍重大損失。
烏克蘭總統澤倫斯基表示，烏克蘭東部頓巴斯地區的索萊達爾和巴赫穆特兩座城鎮，正進行激烈戰鬥。
烏克蘭軍隊以M142「海馬斯」高機動多管火箭發射系統（HIMARS）攻擊頓涅茨克市議會大樓，當時頓涅茨克人民共和國官員正在大樓內開會。
華盛頓郵報報導，俄羅斯軍警近日在莫斯科街頭隨機強行帶走男子，徵召他們到烏克蘭參戰，「幾乎見人就抓」。
根據美國等西方國家安全官員表示，伊朗正在加強提供俄羅斯武器攻擊烏克蘭的承諾，不僅秘密同意供應攻擊無人機，而且將提供第一批伊朗製短程地對地導彈，包括地對地飛彈「征服者110型」(Fateh-110)與短程彈道飛彈「佐勒菲卡爾」(Zolfaghar)。 

## 10月17日
烏克蘭總統澤連斯基表示：「敵人整個晚上和上午恐嚇平民，無人機與飛彈攻擊烏克蘭全境，敵人有能力攻擊我們的城市，但無法擊潰我們。」總理什米加爾則表示，俄羅斯的空襲擊中3個州的關鍵基礎建設，當中包括，蘇梅州和中部第聶伯羅彼得羅夫斯克州的能源設施，導致全國數百座城鎮和村莊停電。
烏克蘭總統幕僚長安德里·葉爾馬克表示，首都基輔市遭到俄羅斯以自殺式無人機襲擊，市中心發生爆炸，基輔市長則表示，無人機損毀數棟住宅，一棟非住宅的建築物著火，是次襲擊造成4死多人受傷。基辅及其所在的基辅州和敖德萨州、文尼察州等7个州拉响防空警报。
烏克蘭東部蘇梅州州長德米特里·日维茨基在社交網站表示，3枚俄羅斯火箭彈擊中一處民用基礎設施，至少3人死亡、9人受傷，還有人受困瓦礫堆下。此外，烏克蘭總理什米加爾表示，在第聶伯羅彼得羅夫斯克州襲擊中亦造成死傷。
尼古拉耶夫當地的一個油罐遭到無人機攻擊後起火。烏克蘭空軍表示一共攔截了37架無人機

俄羅斯一架蘇-34戰鬥轟炸機起飛後墜毀在鄰近烏克蘭的葉伊斯克一棟住宅內，隨即引發大火，造成至少14人死，包括三名孩童，另有19人傷重住院。
歐盟啟動一項培訓1萬5,000名烏克蘭士兵的任務，並額外提供用於援助武器的5億歐元。
太空探索公司SpaceX創辦人馬斯克表示，SpaceX已經撤回早前要求美國國防部資助烏克蘭使用Starlink的請求。
烏克蘭宣布與俄羅斯換回108名婦女，並表示這是俄羅斯入侵烏克蘭以來，首次與俄羅斯進行全女性的換俘行動。

## 10月18日
烏克蘭總統澤倫斯基表示，自10月10日以來，已有3成烏克蘭發電廠被摧毀，導致全國大範圍停電，澤倫斯基更表示俄羅斯攻擊發電站的行徑跟恐怖攻擊相同，並稱「跟普京政權沒談判的餘地」。另據其他烏克蘭官員表示，位於基輔以北以及日托米爾的基礎設施遭到俄羅斯攻擊，导致日托米尔停水停电。烏克蘭有關部門表示，俄羅斯在过去的10天里對烏克蘭电力基础设施的打擊共造成70人丧生，290人受伤，1,162个村庄和城镇仍然處於断电狀態。
此外，澤倫斯基批評俄軍在南部港口城市尼古拉耶夫發射飛彈、濫殺平民。
烏克蘭國家核能發電公司表示，俄軍綁架札波羅結核電廠的2名高層主管。
俄羅斯克里姆林宮表示，俄羅斯早前吞併烏克蘭的四州，將受到俄羅斯核武的保護。
谢尔盖·苏罗维金表示，俄军准备从赫尔松市疏散平民，而且俄罗斯地面部队处境艰难。
乌克兰总理什梅加尔表示烏克蘭方面已經收到了欧盟提供的20亿欧元财政援助。
北約組織秘書長證實北約近日將交付防空系統給烏克蘭。

## 10月19日
俄羅斯總統宣佈顿涅茨克人民共和国、卢甘斯克人民共和国、扎波罗热州和赫尔松州从10月20日起进入战时状态（戒严）。弗拉基米尔·萨尔多表示，过去两天已有五千多人离开了赫爾松州。
乌克兰能源部部长顾问表示，乌克兰大约40%的基础设施受到严重破坏。
烏克蘭軍方表示，10月18日夜间至19日，俄军用自杀式无人机两次袭击米科莱夫地区，乌克兰空军部队击落其中11架，另外2架分别被乌克兰国民警卫队和乌克兰国家边境服务局的士兵击落。而且自9月13日擊落第一架伊朗製「見證者-136型」（Shahed-136）自殺式無人機後，烏軍過去1個多月已擊落223架伊朗製無人機。

## 10月20日
烏克蘭官員和烏克蘭國家能源公司表示，將在上午7時到晚間11時之間全國實施限電措施。
在東部戰線，俄羅斯国防部表示在红利曼方向击退了尝试渡过热列别茨河的乌军，并打击多个军事车辆。乌克兰武装部队表示过去一天，乌军在卢甘斯克和顿涅茨克的9处定居点阻挡了俄军的进攻。
在南部战线，俄羅斯方面表示，在赫尔松-尼古拉耶夫-克里沃伊罗格方向，乌军对俄军新卡缅卡防线发动了进攻；在蘇哈諾韋地区乌军进入俄军防线，但俄军坦克预备队击退了乌军，并重新恢复了防线。乌克兰国防部则表示在新巴甫利夫卡、扎波罗热等地，俄军并未组织起有效的进攻。烏克蘭空军打击了多处俄军弹药库和防空系统阵地。

## 10月21日
烏克蘭總統澤倫斯基指控俄羅斯刻意拖延依據聯合國斡旋協議載運穀物出口的船隻通行，並表示有150艘貨船正在等候裝填。
哥伦比亚广播公司表示，美国陆军第101空降师的4700多名士兵已经被部署到罗马尼亚境内。美国陆军第101空降师指挥官表示，如果战事升级或北约成員國遭到攻击，他们已经做好了进入乌克兰的准备。
俄罗斯国防部通报称，在扎波罗热方向，俄军击退了乌军的进攻。在尼古拉耶夫-克里沃罗格方向，俄军挫败了乌军多个侦察破坏小组渗透进俄军后方的企图。在赫尔松地区，俄军使用高精度武器打击了乌军的一处弹药库。此外，在扎波罗热、赫尔松等地，俄军打击了多个乌军和外国雇佣兵的临时部署点。
乌克兰武装部队总参谋部称，乌军在哈尔科夫地区、卢甘斯克地区和顿涅茨克地区击退了俄军的进攻。乌克兰空军发动多次空袭，打击了俄军的据点、防空阵地等目标。

## 10月22日
俄罗斯国防部表示，俄军在库皮扬斯克、红利曼、尼古拉耶夫-克里沃罗格等方向击退了乌军的进攻，并在赫尔松地区打击了多个乌军弹药库，在顿涅茨克地区打击了多个乌军武器和军事装备储存设施。俄羅斯空天军使用高精度武器打击了位于哈尔科夫的一处乌克兰军工厂车间，摧毁多枚海王星导弹弹头，还在尼古拉耶夫地区击落了乌克兰空军米格-29战机。
乌克兰武装部队总参谋部表示，俄军对乌多地的能源和关键基础设施进行了打击。敖德萨州的一个能源基础设施被击中。基辅州、罗夫诺州、赫梅利尼茨基州、基洛夫格勒州的基础设施发生爆炸，当地电力和通讯中断。第聂伯罗、罗夫诺和卢茨克也傳出爆炸声。乌克兰全境发布了防空警报。
乌克兰总统府官员表示，俄罗斯军队对烏克蘭全国能源设施发动攻击后，乌克蘭共有超过100万个家庭无电可用。乌克兰国家能源公司表示基辅、基辅州、切尔尼戈夫州、切尔卡瑟州和日托米尔州开始限制电力供应。赫梅利尼茨基停水和停電。
俄罗斯联大代表团副团长康斯坦丁·沃龙佐夫在联合国大会第77届会议第一委员会辩论中表示，目前西方对乌克兰的军事支持总额已达423亿美元，其中283亿美元来自美国。

## 10月23日
俄羅斯任命的埃涅尔戈达尔行政机构负责人表示上午乌军炮击了埃涅尔戈达尔，导致一处民用设施受损。
俄罗斯国防部表示一天内俄罗斯武装力量继续用远程空基武器打击乌克兰军事控制和能源系统。俄羅斯的导弹和炮兵部队对扎波罗热州乌克兰武装部队控制点和赫尔松州和哈尔科夫州以及顿涅茨克人民共和国的乌克兰部队进行打击。俄罗斯军队在赫尔松州、哈尔科夫州、顿涅茨克人民共和国和尼夫拉耶夫消灭了5个烏克蘭方面的弹药库。在顿涅茨克州的阿列克谢耶夫卡地区摧毁为乌克兰武装部队提供柴油燃料的储油库。在切爾卡瑟州摧毁了一个装有航空燃料的储油库。一天内俄罗斯的防空系统击落了15架无人机，6枚海马斯炮弹和1枚AGM-88飛彈。
自上午11时13分起，基辅用电户将分3区「断电一段时间」。
俄羅斯國防部長紹伊古宣稱烏克蘭可能使用髒彈攻擊俄軍。此說法遭到烏克蘭總統澤連斯基及美、法、英3國駁斥。

## 10月24日
俄羅斯繼續表示烏克蘭髒彈的放射性同位素將在大氣中擴散長達1500公里，污染範圍可能覆蓋波蘭。俄罗斯致函联合国，表示在安理会第二天的非公开会议上向安理会提出烏克蘭使用髒彈的問題。烏克蘭外交部長庫列巴駁斥該指控，表示已邀請國際原子能總署專家調查。北约秘书长延斯·斯托尔滕贝格表示，北约盟国拒绝接受俄罗斯有关乌克兰使用脏弹的说法。美国国务院发言人内德·普赖斯表示，俄罗斯如果使用脏弹或者任何其他核武器，将会面临嚴重后果。

## 10月25日
聯合國安理會召開閉門會議，討論俄羅斯指控烏克蘭計劃使用髒彈的問題。
日本首相岸田文雄表示會向烏克蘭提供民用取暖设备和防寒用品。

## 10月26日
俄罗斯总统普京在独联体国家安全和情报机关领导人理事会会议上发表视频讲话时表示，乌克兰已成为美国对外政策的工具，几乎已丧失主权，由美国直接操控。乌克兰還被当作是对付俄罗斯、俄白联盟、集安组织和整个独联体国家的攻城槌。
烏克蘭方面表示，22时至24时，有20多架见证者-136无人机向乌克兰发射。乌克兰空军和其他部队共摧毁了19架无人机，东部的防空导弹部队摧毁了1枚Kh-59巡航导弹。

## 10月27日
联合国安理会繼續就俄罗斯指控称乌克兰使用脏弹的问题举行闭门会议。国际原子能机构在会后表示，将在當周周末前往乌克兰相关设施展开核查。
乌克兰总统办公室表示，乌克兰一个能源设施在夜间遭到袭击。乌克兰中部地区将出现能源短缺，基辅、切尔尼戈夫、切尔卡瑟和日托米尔部分地区将可能停电。
俄羅斯国防部通报称，俄军在第聂伯罗彼得罗夫斯克摧毁一处为乌军提供爆炸物等的军工企业。另外，在库皮扬斯克和尼古拉耶夫至克里沃罗格等方向击退乌方进攻，并打击了乌军指挥所、人员装备集结点等目标。
乌克兰武装部队总参谋部表示，乌军过去一天在卢甘斯克和顿涅茨克共7处地点击退俄军进攻。乌防空部队在赫尔松地区摧毁一架卡-52直升机，在敖德萨等地击落10余架无人机。

## 10月28日
美國國防部宣佈再向乌克兰提供2.75亿美元的军事援助，其中包括M142高机动性多管火箭系统的弹药、数百枚155毫米精确制导炮弹、远程反装甲地雷系统、装甲车和小型武器。美國自俄烏戰爭爆發後對烏克蘭的軍事援助總額將增至約180億美元。加拿大也宣佈援助烏克蘭的新措施。歐盟司法專員表示自戰爭爆發以來歐盟已經凍結俄羅斯170億歐元資產。
韩国总统尹锡悦表示，韩方从未向乌克兰提供杀伤性武器。

## 10月29日
俄罗斯方面指责乌克兰派出9架无人机和7艘无人舰艇攻擊克里米亚塞瓦斯托波尔並袭击参与保障海上粮食走廊安全的俄方船只，俄羅斯方面至少有3艘黑海舰队船只在此次袭击中受损。俄羅斯還指責袭击是在英国海军人员指导下展开，並宣布暂停参与执行《黑海谷物倡议》。烏克蘭方面回应称，俄方试图利用虚假借口封锁黑海粮食走廊。英国方面表示，俄方对英方的指责不实。

## 10月30日
俄罗斯国防部表示，已收回攻击克里米亚塞凡堡附近黑海舰队的无人艇残片，并宣称这些无人艇利用谷物走廊的「安全区」发动攻击，且无人艇可能是由從乌克兰海港出口农产品的一艘民用船只所送出。俄罗斯国防部还表示，攻击俄罗斯克里米亚舰队的一些无人艇配备有「加拿大制造的导航模组」。

## 10月31日
包括基輔、切爾卡瑟、哈爾科夫在內的烏克蘭數個城市遭到俄羅斯導彈轟炸，數個地區斷水斷電。烏國內政部長高級顧問表示，俄軍至少朝烏國發射40枚巡弋飛彈。襲擊造成13人受傷。烏克蘭擊落的一枚俄羅斯導彈落入摩爾多瓦境內，没有造成人员伤亡，但部分房屋的窗户被震碎。摩爾多瓦隨即將一名俄羅斯使領館僱員驅逐出境。
俄罗斯国防部强调，俄方没有退出而只是暂停执行黑海港口农产品外运协议。
美国国防部一位高级官员证实美国已经有军事人员进入乌克兰境内。这是美国国防部官员首次正式承认有美军事人员在乌克兰。